# Bronisław
Bronisław ist ein polnischer Vorname slawischer Herkunft, der sich aus den beiden Wörtern „bronić“ (verteidigen, kämpfen) und „sława“ (Ruhm) zusammensetzt. Varianten umfassen: Bronislaus (Deutsch), Branislav. Der Namenstag von Bronisław ist der 18. August, 1. September, 3. September und 6. Oktober.
Einige Namensträger sind:
- Bronisław Chromy (1925–2017), polnischer Bildhauer, Maler, Medailleur, Zeichner
- Bronisław Czech (1908–1944), polnischer Skisportler
- Bronisław Geremek (1932–2008), polnischer Historiker und Politiker, Karlspreisträger
- Bronisław Gimpel (1911–1979), polnisch-amerikanischer Violinist und Musikprofessor
- Bronisław Huberman (1882–1947), polnischer Violinist
- Bronislau Kaper (1902–1983), polnisch-amerikanischer Filmmusik-Komponist
- Bronisław Komorowski (* 1952), polnischer Politiker, Sejmmarschall und Präsident der Republik
- Bronisław Korfanty (* 1952), polnischer Senator und Ökonom
- Bronisław Malinowski (1884–1942), polnischer Sozialanthropologe
- Bronisław Malinowski (Leichtathlet) (1951–1981), polnischer Leichtathlet, Olympiasieger
- Bronisław Markiewicz (1842–1912), polnischer Priester und Ordensgründer
- Bronisław Pieracki (1895–1934), polnischer Politiker und Offizier
- Bronisław Piłsudski (1866–1918), polnischer Ethnologe
- Bronisław Leonard Radziszewski (1838–1914), polnischer Chemiker
- Bronisław Wildstein (* 1952), polnischer Oppositioneller, Journalist und Schriftsteller
- Bronisław Zaleski (1819/20–1880), polnischer und belarussischer Sozialaktivist, Journalist, Herausgeber, Historiker und Künstler

In der Schreibweise Bronislaw:
- Bronislaw Wladislawowitsch Kaminski (1899–1944), belarussischer Chemie-Ingenieur und Brigadeführer der Waffen-SS